# Zimmermannsturm (Hermannstadt)

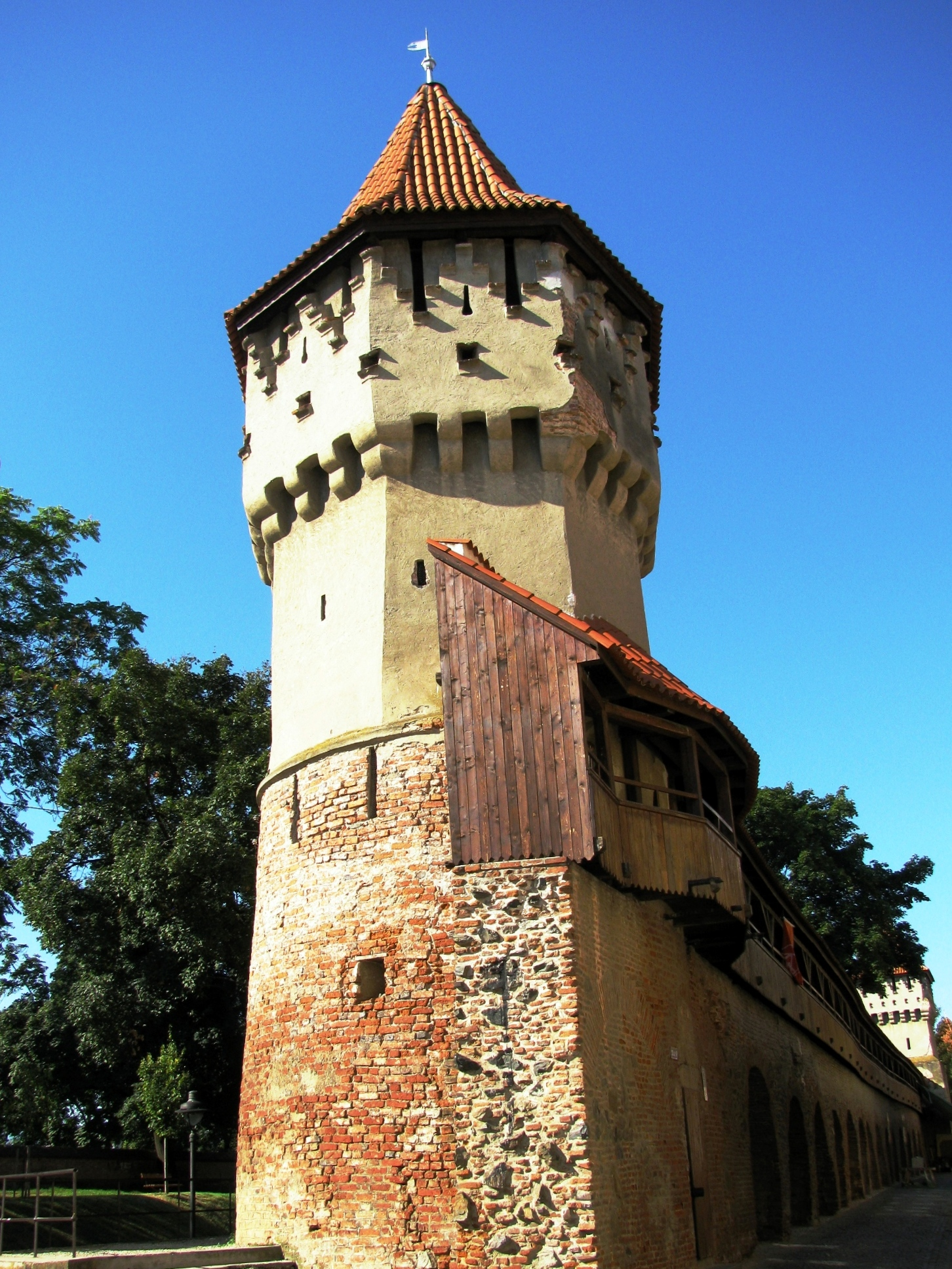
Zimmermannsturm, Sibiu

Der Zimmermannsturm (rumänisch : Turnul Dulgherilor; lateinisch : turris carpentariorum) in Hermannstadt (Sibiu) ist ein im 14. Jahrhundert von Siebenbürger Sachsen erbauter und im 15. Jahrhundert umgebauter Wehrturm des mittelalterlichen städtischen dritten Befestigungsrings.

## Lage
Der Turm steht am Anfang der Harteneckgasse (heute: Strada Cetății), die südöstlich des Theaterplatzes und  Thaliatheaters beginnt.

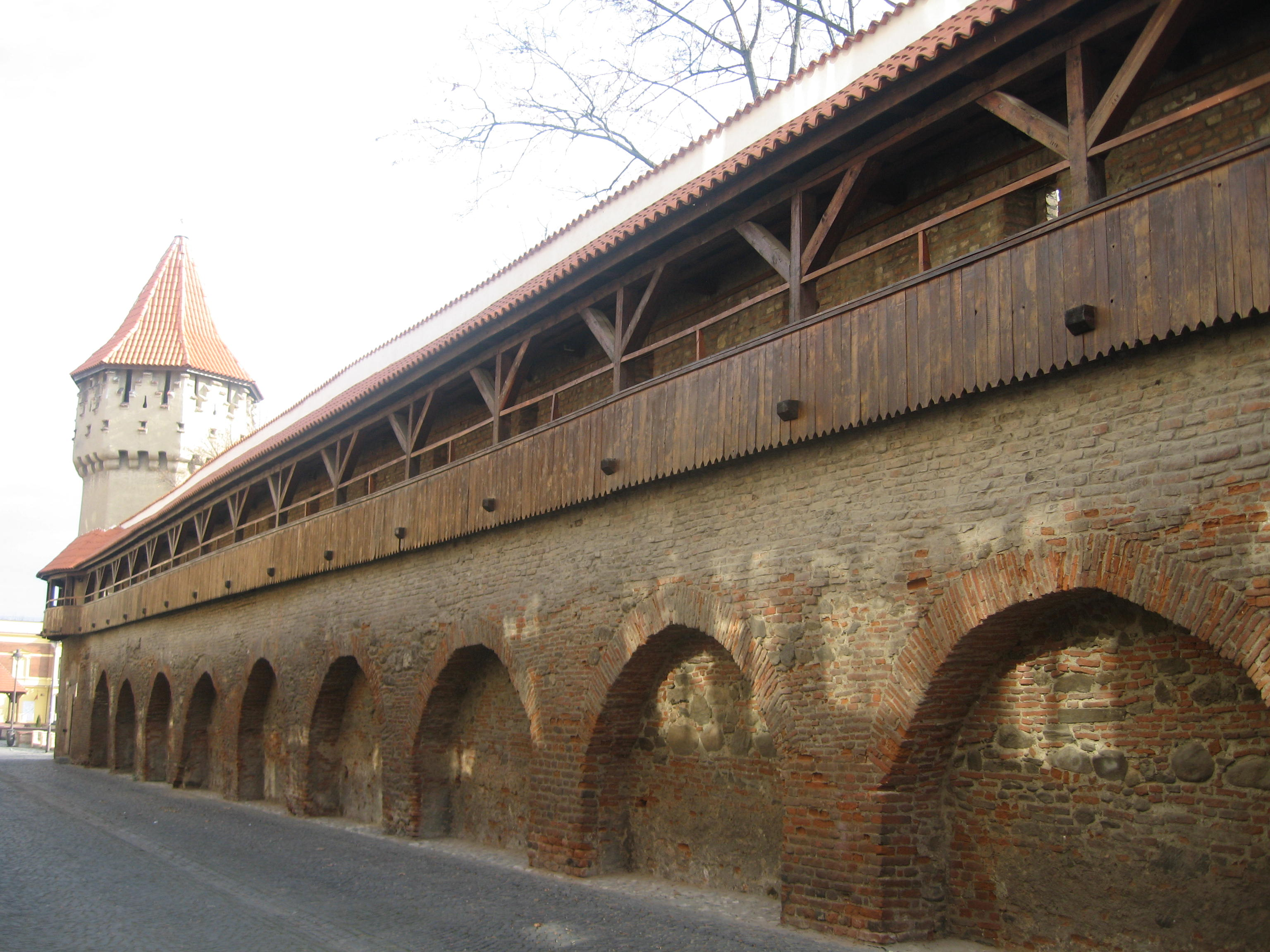
Wehrgang zum Zimmermannsturm, Sibiu

## Geschichte und Architektur
Dieser Flankenturm wurde in der Zeit von 1337 bis 1366 von Siebenbürger Sachsen erbaut und hat eine Höhe von 21,65 Metern. Er gehörte zum dritten Befestigungsring. Die Türme der Stadtmauer, die diese krönten, wurden nach den Zünften, denen die Verteidigung vor allem gegen die Türken anvertraut war, benannt. Im Jahr 1492 zählte man in der Stadt zwölf Türme, darunter diesen.

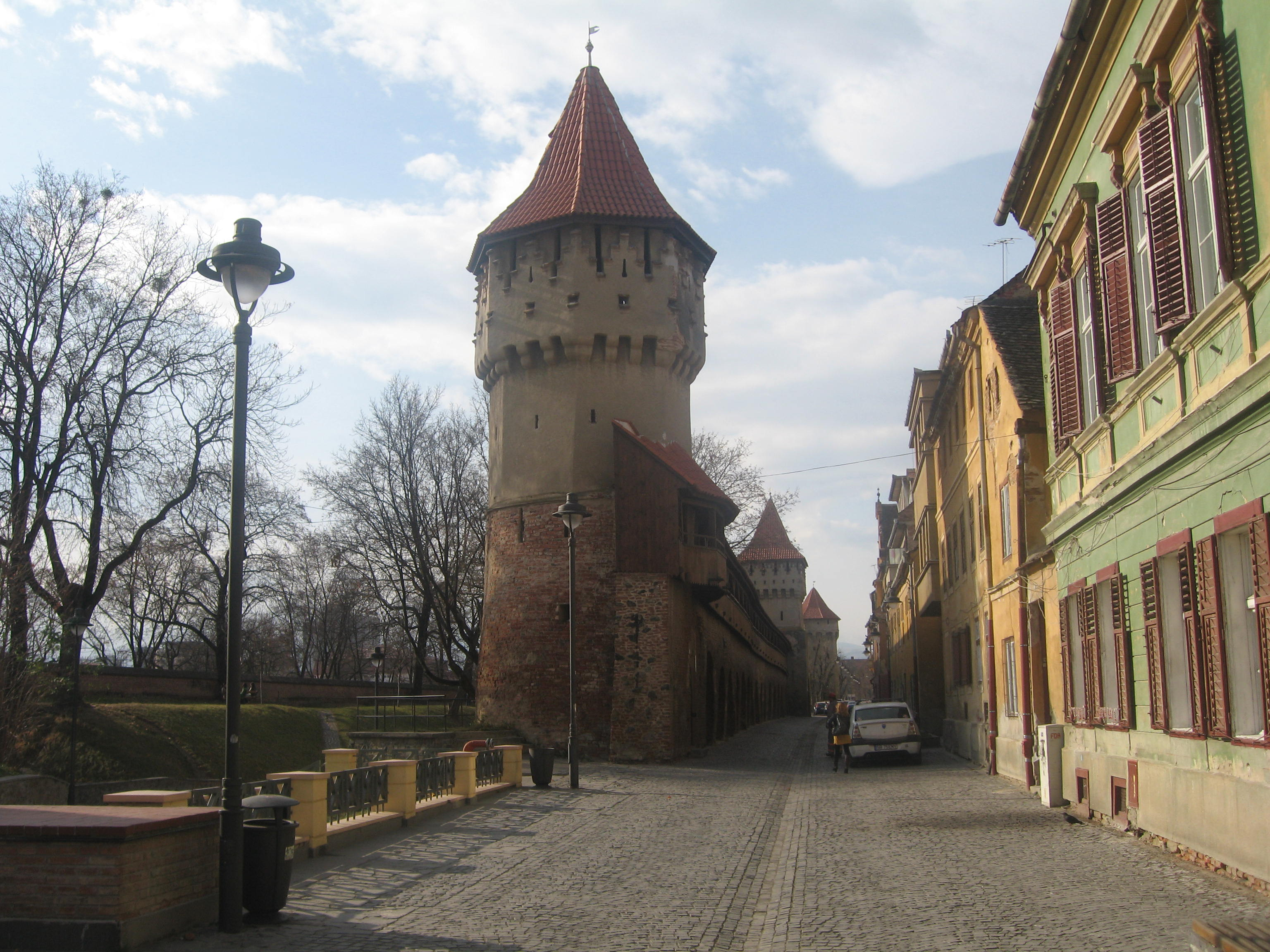
Zimmermannsturm, dahinter Töpfer- und Armbrusterturm an der Strada Cetății

Der auf zylindrischem Unterbau mit der Ringmauer bündig errichtete Zimmermannsturm trug ursprünglich eine Wehrplatte mit Zinnenbrüstung, die um das Jahr 1450 durch einen auf oktogonalem Oberbau ruhenden, halboffenen, hölzernen Wehrgang als Verbindung zum Töpferturm (später errichtet, aus der Notwendigkeit den Verteidigungsabschnitt der Mauer, die in der zweiten Hälfte des 15. Jahrhunderts gebaut wurde, zu kürzen) ersetzt wurde. Der Wehrturm war auch für den Einsatz von Feuerwaffen (Arkebusen) angepasst worden, gewährte jedoch wegen seiner Prismenform, rechteckig oder polygonal, nicht den besten Schutz gegen feindliche Artillerie. Der vorkragende obere Teil ist mit Konsolen und Pechnasen abgeschlossen. Der Einstieg in den Turm erfolgte vom Wehrgang der Ringmauer her, der auch an der Stadtseite des Gebäudes entlanglief. Das aufgesetzte Dach erhielt die Form einer achteckigen Pyramide. Zwischen dem Schlossturm und dem Zimmermannsturm durchbrach ein großes Tor die innere Stadtmauer, das in den Theaterhof des Dicken Turms führte.
Der Turm wurde erstmals im 17. Jahrhundert, sodann von 1967 bis 1972 und nochmals im Jahre 2008 restauriert.
Hermann, der mittelalterliche Minnesänger, aufgestellt vor dem Zimmermannsturm beim Mauerwerk des Wachgangs und in der Nähe des Haupteingangs zur Philharmonie von Sibiu, mit seinem Instrument (Flöte), steht für die Entwicklung der darstellenden Künste – Dichtung, Musik, Theater – in Sibiu.